# Vlaamse baaien
Vlaamse baaien is een langetermijnproject van de Vlaamse Regering dat ervoor moet zorgen dat tegen 2100 de kust bestand is tegen de veranderende klimaatomstandigheden met de daarbij horende stijgingen van het waterpeil, stormen en krachtigere golfinslag. Dit plan kwam tot stand na intensief overleg met alle betrokken partijen en werd eind november 2013 voorgesteld door toenmalig Vlaams minister van Mobiliteit en Openbare Werken Hilde Crevits op het congres “Superstormen”.

## De vier pijlers
Dit project omvat niet enkel verbeteringen aangaande de beveiliging van de kust maar zal er ook voor zorgen dat de Vlaamse kust economisch, ecologisch en toeristisch aantrekkelijker zal worden. 
Dit wordt samengevat in de vier pijlers van het project, die hand in hand moeten gaan met de verbetering van de veiligheid van de Vlaamse kust: 
- Economisch: economische ontwikkeling in de toekomst
- Ecologisch: voldoende ruimte bieden voor natuur aan de kust
- Toerisme: de kust aantrekkelijker maken voor toeristen en bewoners
- Duurzaamheid: de zee gebruiken als belangrijke bron voor duurzame energievoorziening

De kustlijn is meer en meer van een brede zone met eilanden veranderd in een smalle kustlijn die door harde korte dijken wordt verdedigd. Met dit nieuwe project wil men terug naar een bredere en zachtere kustlijn, met grote duingebieden, zandbanken en eilanden die voor een natuurlijke verdediging van de kustlijn moeten zorgen.

## Betrokken partijen
Verschillende grote ondernemingen met een brede nationale en internationale ervaring op gebied van kustontwikkeling werken mee aan dit project. Samen zullen ze ervoor zorgen dat de Vlaamse kust de vier pijlers van het ganse project homogeen laten samenvallen. De voornaamsten zijn Arcadis, DEME, Jan de Nul en AT&M Consultants.

## De Projecten
Vlaamse Baaien omvat -naast de kustbescherming op korte termijn- 10 concrete projecten.
1. Kustbescherming door ophoging van de Vlaamse Banken met als doel het beperken van de golfaanval op de kust bij zeespiegelrijzing.
2. Eilanden voor de Vlaamse Kust met verschillende toepassingen.
3. Verdere uitbreiding en inrichting van de Haven Van Zeebrugge.
4. Strand Knokke-Heist/Zwin; met ruimte voor natuurontwikkeling en natuurcompensatie.
5. Jachthaven Blankenberge; met uitbreiding van het strand en  havendammen.
6. Blankenberge-Zeebrugge en Strand Aan Lagune ; Ontwikkeling van een marina en een residentie aan de lagune in de nieuwe kustboog, met permanente en toeristische bewoning, watersportcentrum en natuurontwikkeling.
7. Haven Van Oostende als centrum voor duurzame energie en uitbreiding als offshorediensthaven.
8. Verdere ontwikkeling van het Europees Zeil- En Watersportcentrum in Nieuwpoort
9. Bouw van een Multifunctioneel Eiland met verschillende toepassingen.
10. Infrastructuur voor Mariene Energiewinning (windenergie en getijdenenergie)